# Török angóramacska
A török angóramacska Törökországból származó macskafajta.

## Története
Az angóra valószínűleg távoli rokona a perzsának, de az évek során a két vonal külön fejlődött ki. Az angóra Törökország fővárosából, Ankarából származik. A 16. században diplomáciai ajándékként küldött a szultán Franciaországba és Olaszországba angóra macskákat. Ezek voltak az első hosszúszőrű macskák Európában. Először nagy népszerűségnek örvendtek, de ez később csökkent, amikor felbukkantak a perzsák és az új hosszúszőrű fajták. Így a fajta tenyésztése mélypontra került. Az 1960-as évek elején az ankarai állatkertből egy tenyészpárt küldtek az USA-ba, ahol kifejlesztettek egy tenyésztési programot, és újra megindult irántuk a kereset.

## Fajtajellemzők
- Változatok: Egyszínű, teknőctarka, krémszínű.
- Színek: Fehér, fekete, kék, krémszínű.
- Bunda hossza: Közepesen hosszú.
- Bunda típusa: Nagyon finom, hajlamos a göndörödésre. Nincs sűrű aljszőrzet, így kevesebb kezelést igényel, mint a perzsa.
- Méret: Közepes.
- Jellegzetességek: Elegáns, nyúlánk test, hosszú karcsú lábak. A mancsok kicsik és pamacsosak. A fej kicsi a testhez képest, ék alakú, nagy mandulavágású szemekkel, melyek színe zöld, kivéve a kékszeműt és a fehér felemás szeműt. A fülek szélesek és hegyesek. A farok hosszú és zászlós, és magasan hordja.

## Tudnivalók
Az eredeti török angórák általában fehérek voltak, a szemük színe pedig felemás, az egyik kék a másik narancssárga. Ezek a macskák általában az egyik vagy mindkét fülükre süketek voltak.